# СКА (футбольный клуб, Тбилиси)
СКА — советский футбольный клуб из Тбилиси. Основан до 1945 года.

## Названия
- до 1945 года — ДКА;
- 1946—1954 годы — ДО;
- 1955—1957 годы — ОДО;
- 1958—1959 годы — СКВО;
- с 1960 года — СКА.

## История
До 1945 года команда ДКА выступала в чемпионате Грузинской ССР, в 1946—1949 — в группе II первенства СССР. 1950—1951 годы команда ДО вновь провела в чемпионате Грузинской ССР, дважды выиграв его. До 1959 года команда играла в классе «Б», после чего окончательно вернулась на республиканский уровень.
Известно о выступлении команды СКА Тбилиси в розыгрыше Кубка Грузии сезонов 1994/95, 1996/97, 1997/98.

## Достижения
- В первой лиге — 3 место (в финале класса «Б» 1957 год).
- В кубке СССР — поражение в 1/4 финала (1945).
- Кубок 60-летия Отечественного футбола (1958)